# Excorallana yaeyamana
Excorallana yaeyamana är en kräftdjursart som beskrevs av Nunomura 1994. Excorallana yaeyamana ingår i släktet Excorallana och familjen Corallanidae. Inga underarter finns listade i Catalogue of Life.